# Berliner Glasamphora aus Olbia

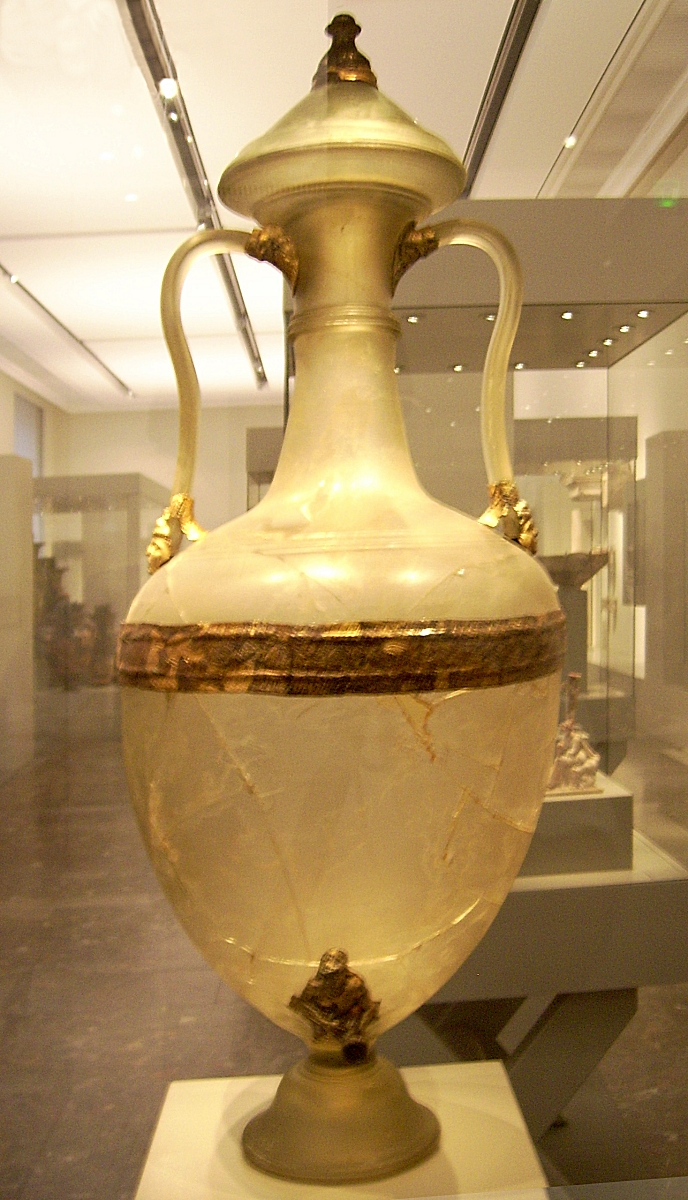
Amphora

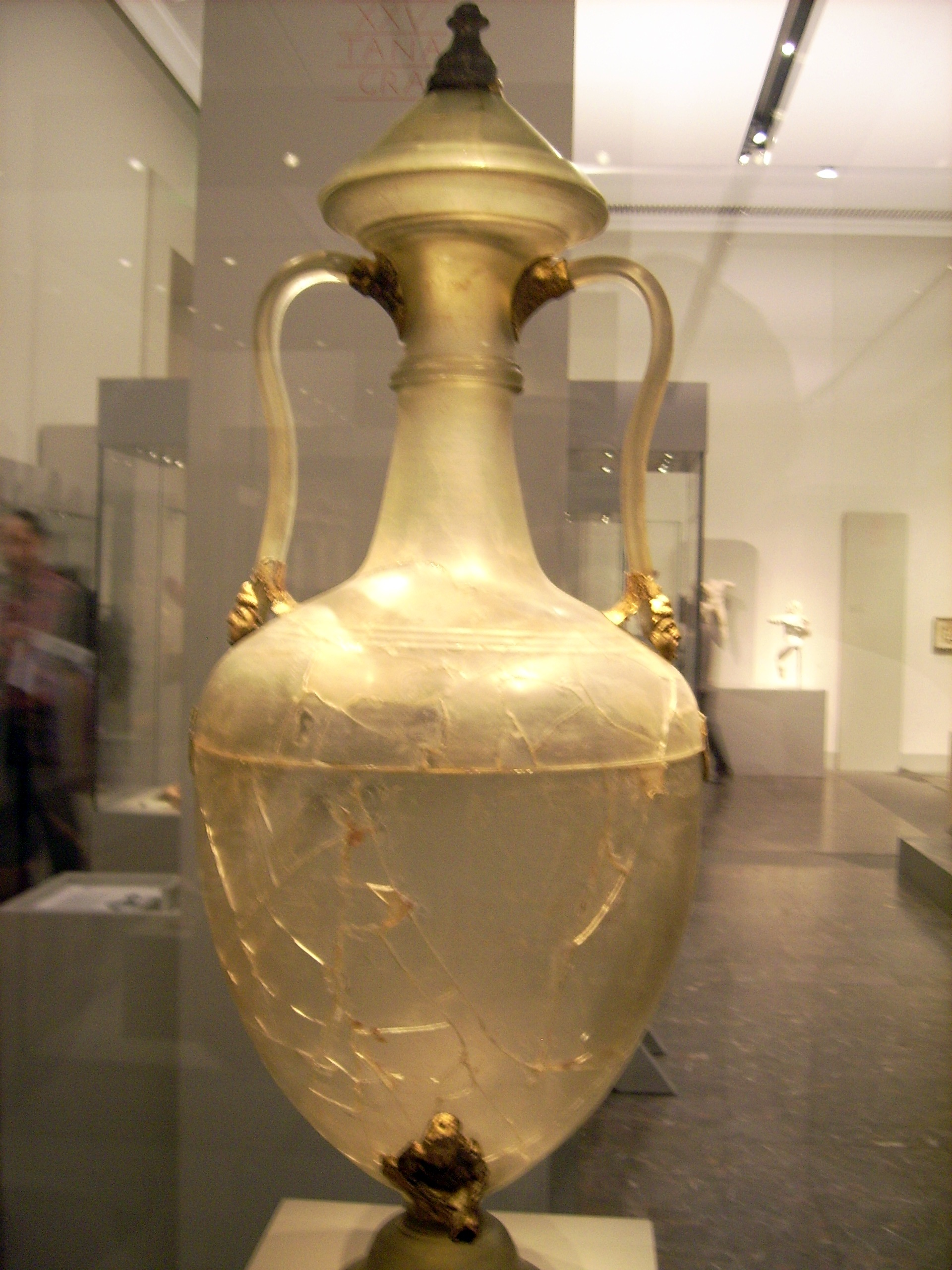
Amphora. Andere Seite

Die Berliner Glasamphora aus Olbia ist ein hellenistisches Glasgefäß in Form einer Amphora, die sich heute mit der Inventarnummer 30219, 254 in der Antikensammlung Berlin befindet. Sie ist bislang das größte gefundene und eines der besterhaltenen Stücke ihrer Art.
Die Amphora gilt als eines der Meisterwerke hellenistischer Glasmacherkunst. Sie ist 59,6 cm hoch und damit das größte erhaltene Glasgefäß aus der Antike. Es ist völlig blasenfrei. Heute ist das Glas milchig und leicht gelb-weißlich. Früher war das Gefäß klar und hatte eine hellgrüne Farbe. Es ist mit seinem Deckel 2,445 kg schwer und hat einen Durchmesser von 9,6 cm am Deckel und 22,4 cm am Bauch. Da die Glasbläserei noch nicht erfunden war, war der Produktionsprozess kompliziert.
Die Vase wurde aus zwei Stücken geschaffen, dem weit ausladendem Bauch auf einem hohen Fuß und der Schulter mit einem langen Hals samt ausladender Mündung. Sie passen exakt aufeinander. Die Nahtstelle ist mit einem mit Ranken verzierten, vergoldeten Kupferblechstreifen verdeckt. Vom Streifen ist jedoch nur noch eine Seite erhalten. Die beiden Teile wurden ihrerseits auch in verschiedenen Arbeitsschritten geschaffen. Der Bauch, dessen Wand sehr dünn ist, wurde entweder in der Form geschmolzen oder auf einer Halbform abgesenkt. Ebenso wurde der glockenförmige Fuß produziert, der dann mittels eines massiven Stiels heiß mit dem Bauchteil verbunden wurde. Das Oberteil ist in gleicher Weise produziert. Schulter und ein Teil des Halses wurden entweder in einer Form gegossen oder heiß auf einer Vorlage abgesenkt. Der Rest des Halses und die Mündung wurden wie Fuß und Bauch mit einem heißen Stiel verbunden, was anhand des Wulstes klar zu erkennen ist. Der Deckel ist nicht der original zugehörige, der wohl zerbrochen war und durch einen neuen, leicht überlappenden, konischen Deckel in einem etwas gelblicheren Klarglas ersetzt wurde. Aufgrund des komplizierten Herstellungsprozesses gibt es eine Achsverschiebung vom Fuß bis zum Deckel.
In beide Seiten der unteren Bauchwandungen sind Löcher gebohrt worden. In diesen Löchern sind Tüllen in Form von Satyren angebracht, die einen Tierbalg halten, aus denen die Flüssigkeiten aus der Amphora fließen konnten. Sie sind wie der Zierstreifen und weitere Zierteile, der Knauf des Deckels oder die Manschetten, die die Verbindung der Henkel mit dem Amphorenkörper verdecken, aus vergoldetem Kupferblech getrieben. Die Manschetten an den Henkeln haben die Form von Masken und Ahornblättern. Die Form haben die Handwerker von den Panathenäischen Preisamphoren übernommen, die in dieser Form im 3. und 2. Jahrhundert v. Chr. in Athen hergestellt wurden. Es ist anzunehmen, dass ein reicher Bürger der Stadt Olbia, in der das Stück später gefunden wurde, die Vase in Auftrag gab. Sie wird in die zweite Hälfte des 2. Jahrhunderts v. Chr. datiert. Sie muss vor allem während der Benutzung bei Gelagen im Schein von künstlichem Licht eine ähnliche Wirkung wie Bergkristall gehabt haben.
Das in der Form einzigartige Prunkgefäß befindet sich heute in der Antikensammlung Berlin und ist im Alten Museum ausgestellt. 1912 kam sie, wie auch andere antike Glasgefäße, durch Schenkung von Friedrich Ludwig von Gans in die Berliner Antikensammlung.